# Bata Leste
Bata Leste (Batha Est) é um dos três departamentos que compõe a região de Batha no Chade. A capital é Oum Hadjer.
Batha Est é dividida em quatro sub-prefeituras:
- Oum Hadjer
- Assinet
- Haraze Djombo Kibet
- Am Sack